# Channel 4
Channel 4 (en català, "Canal quatre") és un canal de televisió pública britànic creat el 1982 i operat per l'ens estatal Channel Four Television Corporation des del 1993. És de propietat pública però, a diferència de la BBC, no rep finançament públic i, en canvi, és finançat completament per les seves pròpies activitats comercials, inclosa la publicitat. Va començar la seva transmissió el 1982 i es va establir per oferir un quart servei de televisió al Regne Unit. En aquell moment, els únics altres canals eren BBC One i BBC Two, finançats amb llicència pública, i una única xarxa de difusió comercial, la Independent Television-ITV.
Channel 4 té cobertura total en tot el territori britànic, a més de presència als països veïns, com ara Irlanda, i també emet per a altres països via satèl·lit.

## Història

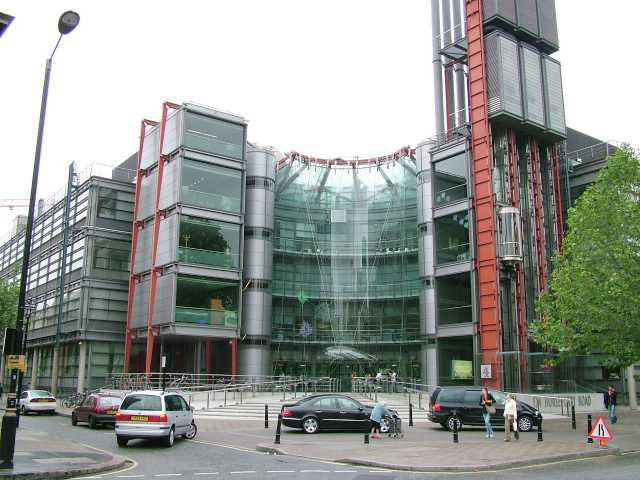
Seu de Channel 4 situada a Horseferry Road (Londres)

Abans de la creació del canal, el Regne Unit només disposava de tres canals de televisió BBC1, BBC2 i Independent Television. La llei audiovisual de 1980 preveia la creació d'un quart canal de televisió que es disputaven per crear un operador comercial o un canal exclusivament en gal·lès. Finalment, es van acceptar els canals Channel Four per tot el Regne Unit i el S4C. Després del debat sobre la idoneïtat del nou operador, es va escollir que fos una emissora privada però gestionada per la IBA (Independent Brodacasting Authority), organisme que també s'encarregava de regular la ITV.
Sota la gestió de la IBA, va estrenar-se oficialment el 2 de novembre de 1982, després de tres mesos en emissió de proves. El primer programa fou el concurs Countdown, que encara es manté en antena. En el seu llançament, el canal va mostrar-se davant el públic com una cadena alternativa a la competència, amb una programació especial i diversos espais per grups minoritaris. Durant els següents anys va aconseguir la cobertura total del territori nacional mentre que a Gal·les, la seva freqüència estava supeditada al canal S4C. Tot i que les seves audiències inicials no foren gaire massives, a poc a poc fou creixent gràcies als seus programes i documentals.
Després de la dissolució de la IBA l'any 1990, es va crear una corporació encarregada exclusivament de Channel 4 que va començar a funcionar l'any 1993 mantenint la titularitat pública i sent regulada per diferents comitès de regulació de la televisió al Regne Unit. El principal canvi d'aquest fet va ser que el canal era capaç d'autofinançar-se a partir d'ingressos publicitaris. Pel que fa a la programació, va començar a emetre diverses sèries i espais procedents dels Estats Units en el prime time, i fou el primer canal a estrenar Friends i ER. També va canviar la temàtica dels seus documentals, generalment sobre problemes quotidians o sobre la relació amb els mitjans de comunicació. A finals dels anys 90 fou pionera en els espais de reality show quan va estrenar el programa [[Big Brother (Regne Unit)|Big Brother]] i també va adquirir els drets d'alguns esports nacionals com el criquet o carreres de cavalls per tal d'augmentar els índexs d'audiència.
L'any 2001 es va crear la branca 4ventures per encarregar-se dels altres canals de la corporació com Film4, E4 o More4. També es va sumar al negoci de la ràdio després de comprar el 51% de la cadena de ràdio digital Oneword.

### Seu central
La seu original es va establir al número 60 de Charlotte Street prop de la BT Tower a Londres. L'any 1994 es va traslladar al nou edifici construït al número 124 del carrer Horseferry Road al districte de Westminster de Londres, dissenyat per Richard Rogers Partnership i Ove Arup & Partners. Malgrat que no pot produir cap dels seus programes de televisió, l'edifici disposa d'un estudi i de les instal·lacions necessàries per realitzar la postproducció dels programes.
El juny de l'any 2008, es va instal·lar una escultura del logotip de Channel 4 davant de la seu. Cal destacar que el logotip només és visible correctament des de certs els angles.

## Estatuts
Channel 4 està supeditat a unes funcions de servei públic que ha de complir, com a part per obtenir una freqüència de televisió. En virtut de la Communications Act de l'any 2003, ha de complir els següents punts:
- Demostrar innovació, experimentació i creativitat en el format i contingut dels seus programes.
- Apel·lar als interessos i beneficis d'una societat cultural diversa.
- Contribuir especialment en programes de naturalesa educativa.
- Mostrar una personalitat diferenciada.

Com emissora de caràcter públic, Channel 4 no pot produir els seus propis programes, però compta amb més de 300 productores independents.

## Programació
Channel 4 encarrega la majoria dels seus programes a productores i la majoria són de caràcter independent. Generalment, basa la seva programació en una combinació de programes propis (especialment des de 1993), sèries i espais procedents dels Estats Units. En el gènere dels programes, en canal ha experimentat bastant amb el format de telerealitat, sent una de les pioneres en el camp programes coach amb el programa Supernanny, on el seu format original es va emetre a Channel 4. També ha emès documentals amb títols polèmics com "La gran estafa de l'escalfament global", o algunes sèries de producció pròpia amb una temàtica poc convencional com Skins, Queer as Folk o We are Lady Parts.
La cadena també posseeix una productora anomenada Film4 Productions que s'encarrega de donar suport al cinema britànic mitjançant el finançament i ajuda de pel·lícules produïdes al país.